# Bia hơi

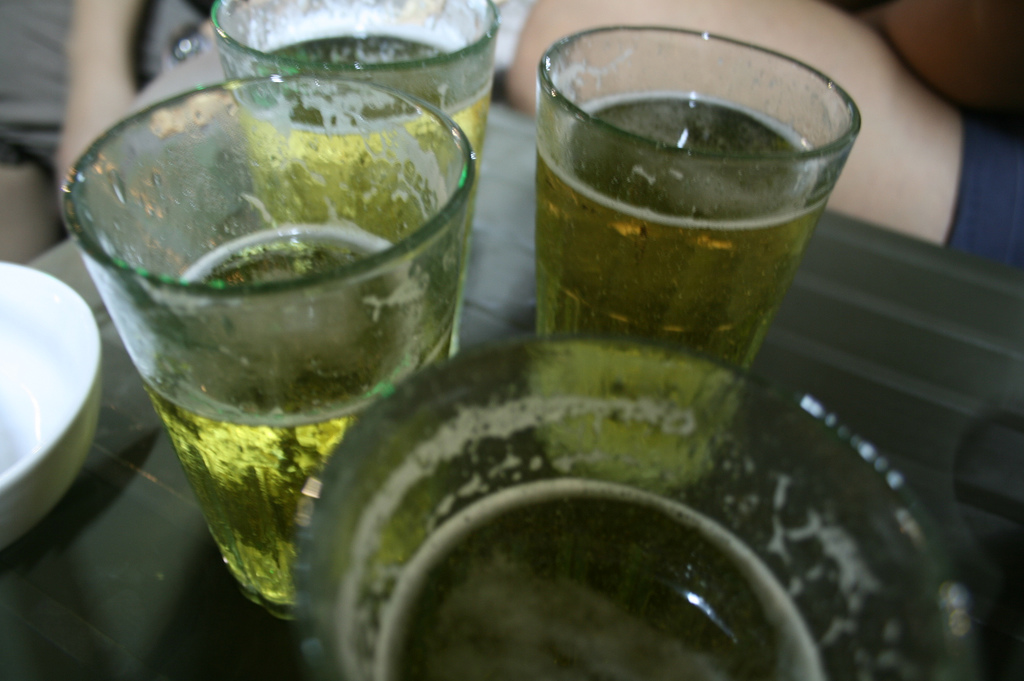
Bia hơi

Bia hơi (hơi: "gas", "full av gas") är ett vietnamesiskt tappöl. Ölet saknar konserveringsmedel och konsumeras därför under dagen. Det levereras från bryggerierna på morgonen till konsumtionsställena, ofta via motorcykel i 100-litersfat. Alkoholhalten är mellan 4 och 4,5 procent. När ölet kom 1961 var det relativt dyrt. Idag har de flesta råd att dricka ölet, som kan kosta 3-4 kronor per glas.
Bia Hơi är även namnet på de enklare matställen där viktigaste komponenten är just ölet bia hơi. Ofta samlas män efter jobbet och dricker öl och äter snacks, som jordnötter, salami inlindat i bananplanteblad och torkad bläckfisk. Även vanlig mat finns att beställa till låga priser. Ofta är serveringen utomhus eller i restauranger som är öppna mot gatan.[källa behövs]